# Ceberia
Ceberia (Zeberia en euskera y de forma oficial Zeberi) es un barrio español  de la Comunidad Foral de Navarra perteneciente al municipio de Bertiz-Arana y el concejo de Legasa. 
Está situado en la Merindad de Pamplona, en la comarca de Alto Bidasoa, y a 45,1 km de la capital de la comunidad, Pamplona. Su  población en 2014 fue de 3 habitantes (INE).

## Geografía física

### Situación
La localidad de Ceberia está situada en la parte occidental del municipio de Bertiz-Arana a una altitud de 529,3 m s. n. m.

## Demografía

### Evolución de la población
| Gráfica de evolución demográfica de Ceberia entre 2000 y 2010 |
|                                                               |
| Datos según el nomenclátor publicado por el INE.              |